# Kungsängens station
Kungsängen är en station på Stockholms pendeltågsnät, belägen i tätorten Kungsängen i Upplands-Bro kommun på Mälarbanan 26,2 km från Stockholm C. Den ligger i direkt anslutning till Kungsängens centrum varifrån även ett flertal busslinjer utgår. Det är cirka 4 200 påstigande på vardagar på denna station (2015).

## Historik
Stockholm–Västerås–Bergslagens Järnvägar öppnade på denna plats en mötesstation på den då enkelspåriga järnvägen, då den invigdes år 1876. Samhället Kungsängen började växa upp först runt sekelskiftet 1900. Stationen låg då 28 km från Stockholm C. Från den 1 januari 1967 överfördes ansvaret för lokal persontrafik på järnväg inom Stockholms län till  AB Storstockholms Lokaltrafik (SL). Det bestämdes också att Upplands-Bro kommun skulle överföras från Uppsala till Stockholms län (detta genomfördes från 1 januari 1971). En slutstation med en plattform försedd med biljetthall för pendeltågen anlades och togs i bruk den 22 april 1968. Den 25 april 2000 togs en helt ny stationsanläggning i bruk samtidigt med en ny genare dubbelspårig sträcka. Kungsängen upphörde då också att vara slutstation, då pendeltågstrafiken utsträcktes till Bålsta. Många pendeltåg från Stockholm vänder dock i Kungsängen, eftersom sträckan Stockholm-Kungsängen trafikeras i kvartstrafik, medan pendeltågen till Bålsta går i halvtimmestrafik.

## Galleri

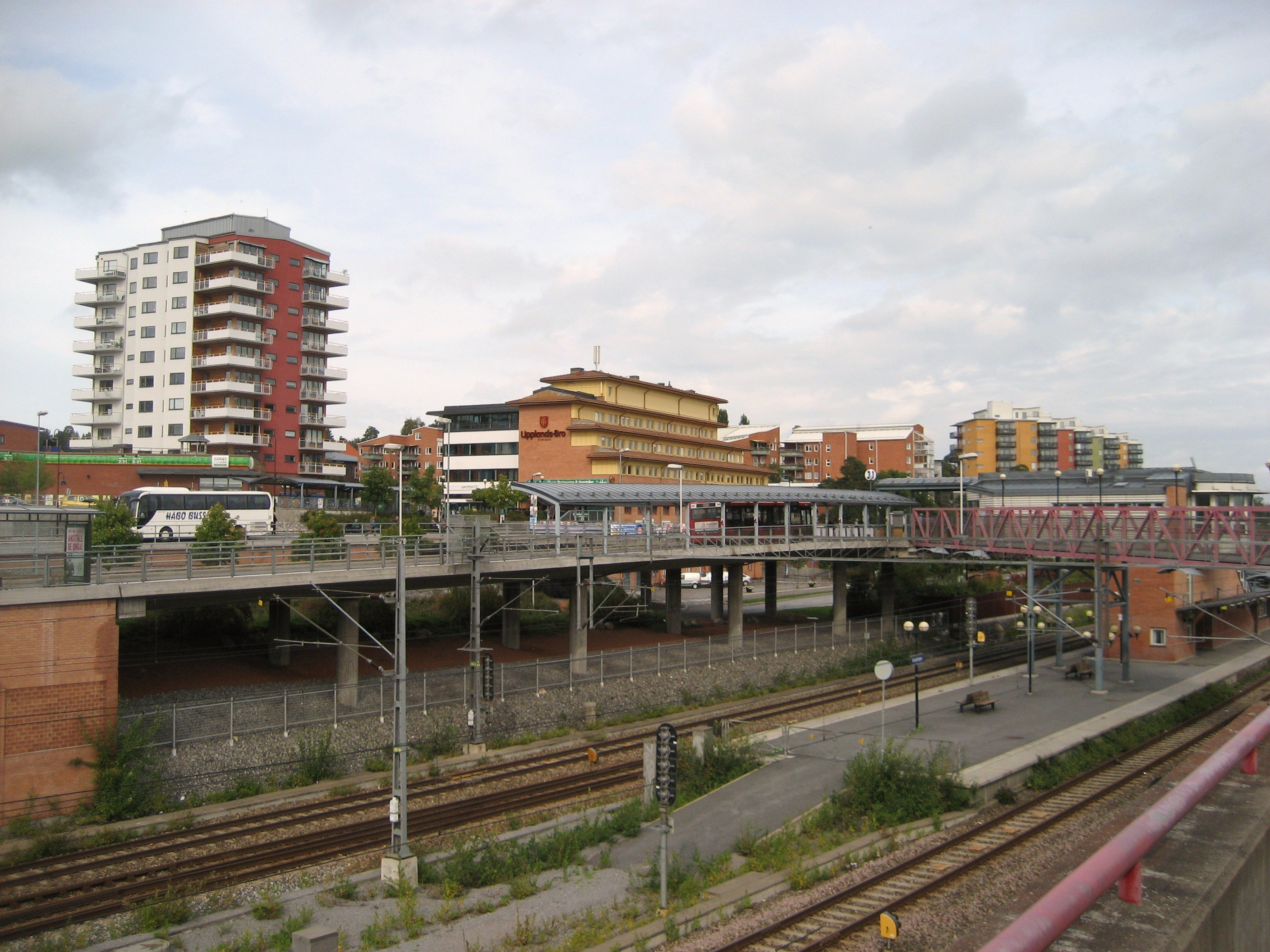
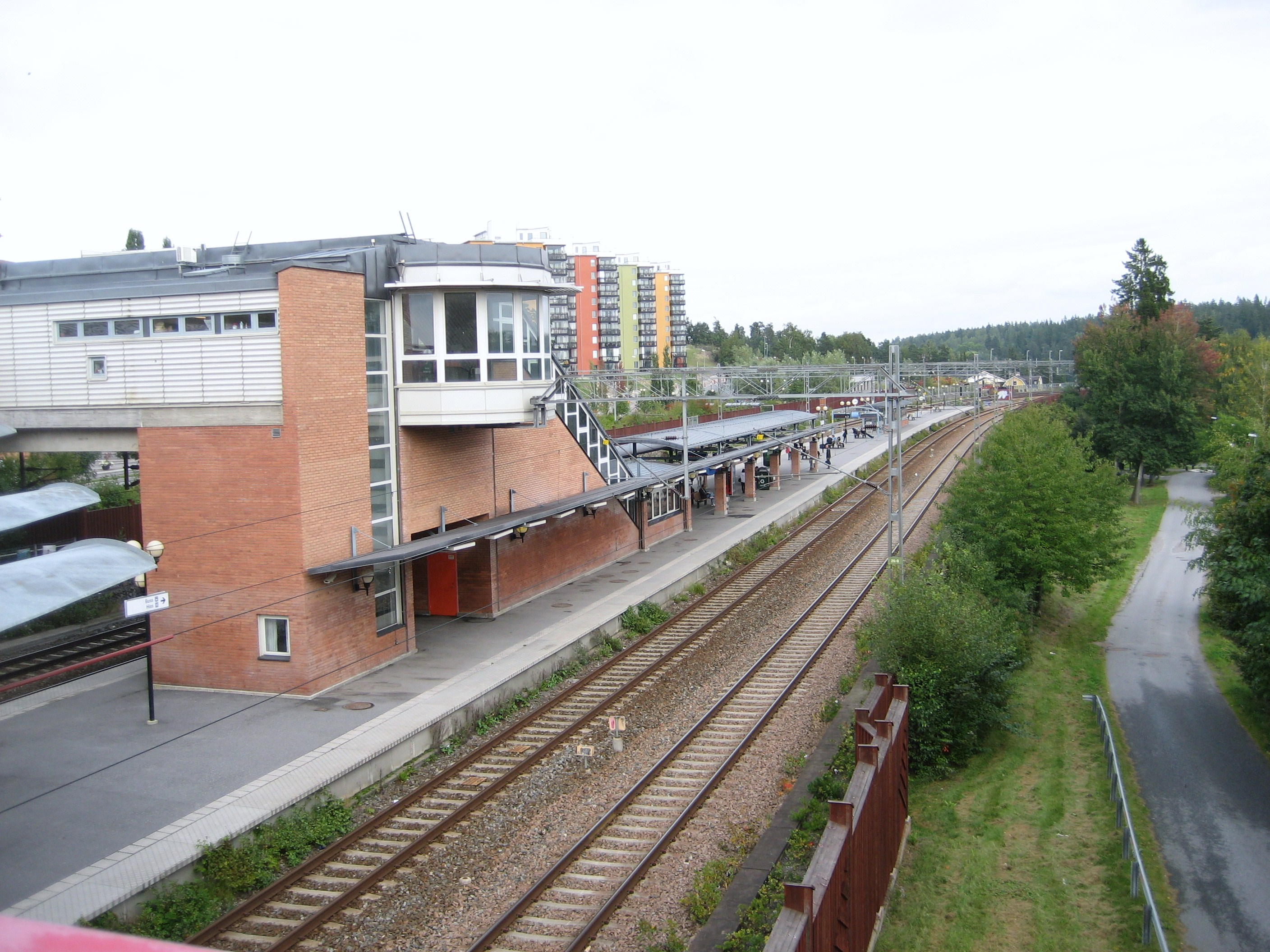
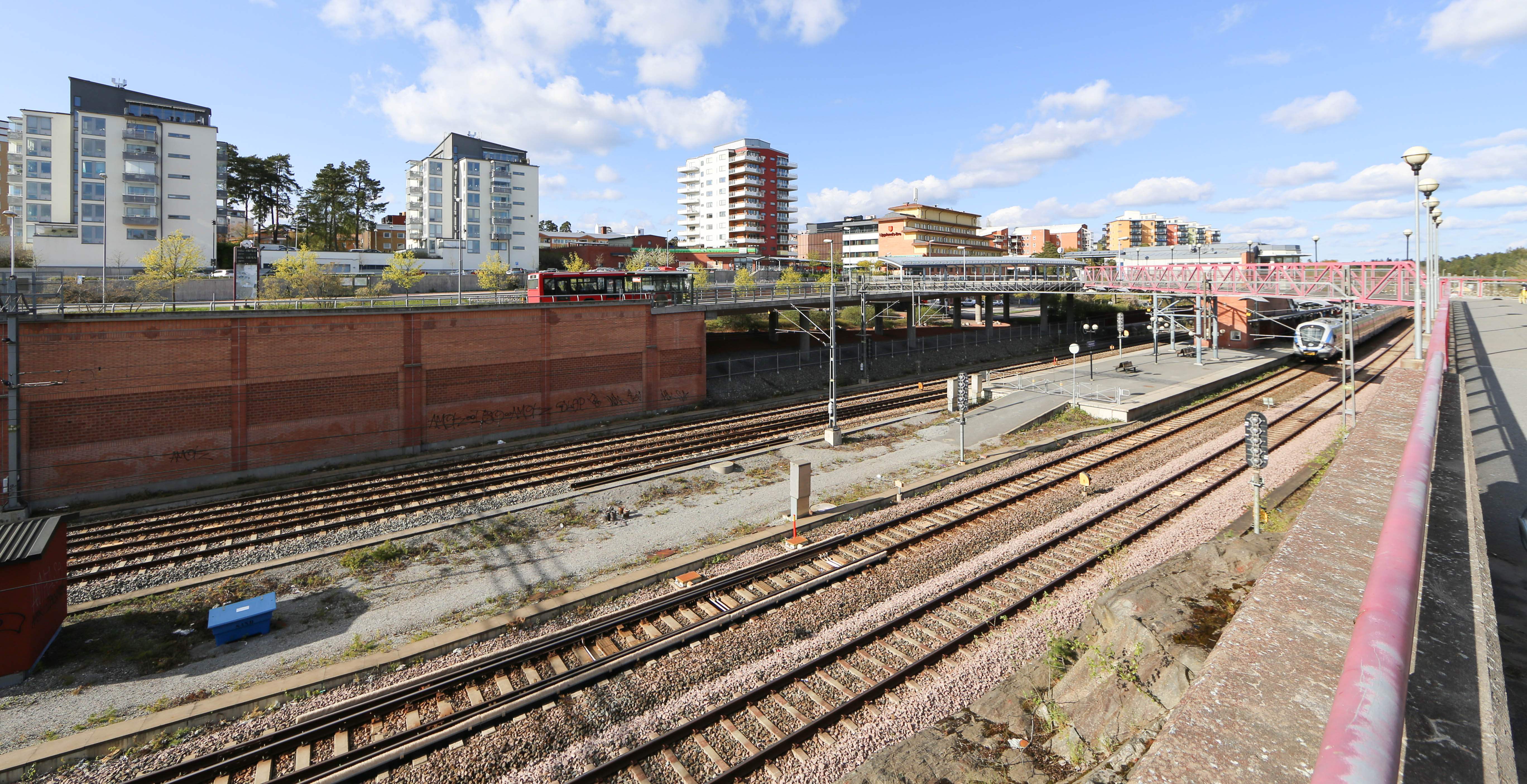
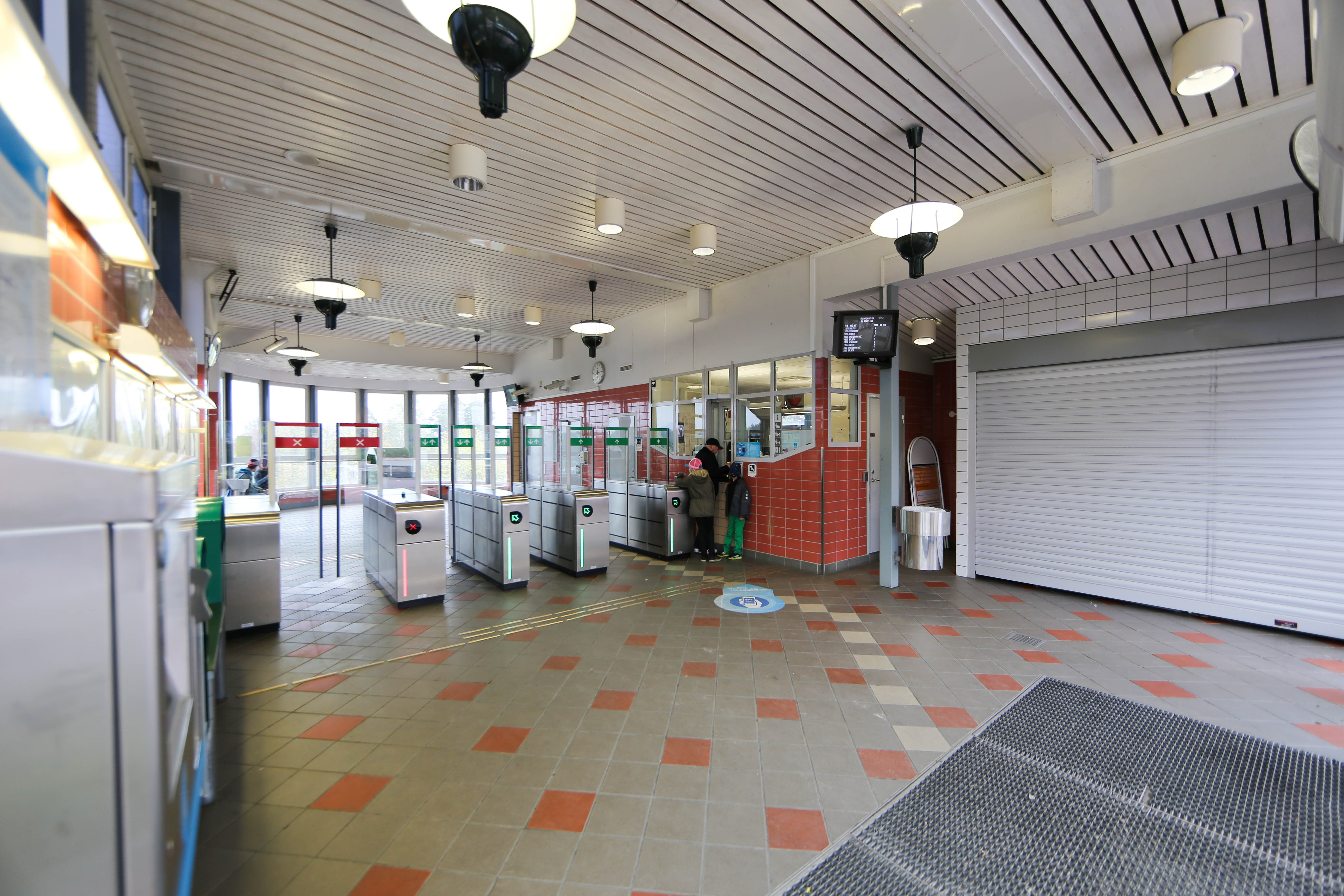
Biljetthallen